# Neuroleon aguilari
Neuroleon aguilari är en insektsart som beskrevs av Navás 1930. Neuroleon aguilari ingår i släktet Neuroleon och familjen myrlejonsländor. Inga underarter finns listade i Catalogue of Life.